# Stazione meteorologica di Amelia
La stazione meteorologica di Amelia è la stazione meteorologica di riferimento relativa alla località di Amelia.

## Coordinate geografiche
La stazione meteorologica è situata nell'Italia centrale, nell'Umbria, in provincia di Terni, nel comune di Amelia, a 406 metri s.l.m. e alle coordinate geografiche 42°33′N 12°25′E.

## Dati climatologici
Secondo i dati medi del trentennio 1961-1990, la temperatura media del mese più freddo, gennaio, è di +4,9 °C, mentre quella dei mesi più caldi, luglio e agosto, si attesta a +22,1 °C.
Le precipitazioni medie annue, attorno ai 900 mm e mediamente distribuite in 72 giorni, presentano un minimo relativo in estate ed un accentuato picco autunnale.
| Amelia                | Mesi  | Mesi  | Mesi  | Mesi  | Mesi  | Mesi  | Mesi  | Mesi  | Mesi  | Mesi  | Mesi  | Mesi  | Stagioni | Stagioni | Stagioni | Stagioni | Anno |
| Amelia                | Gen   | Feb   | Mar   | Apr   | Mag   | Giu   | Lug   | Ago   | Set   | Ott   | Nov   | Dic   | Inv      | Pri      | Est      | Aut      | Anno |
| --------------------- | ----- | ----- | ----- | ----- | ----- | ----- | ----- | ----- | ----- | ----- | ----- | ----- | -------- | -------- | -------- | -------- | ---- |
| T. max. media (°C)    | 9,1   | 11,1  | 14,4  | 18,4  | 23,3  | 27,6  | 30,8  | 30,5  | 25,7  | 19,1  | 13,8  | 9,9   | 10,0     | 18,7     | 29,6     | 19,5     | 19,5 |
| T. min. media (°C)    | 0,6   | 1,4   | 2,6   | 4,9   | 8,3   | 11,7  | 13,5  | 13,7  | 11,8  | 7,9   | 4,4   | 1,4   | 1,1      | 5,3      | 13,0     | 8,0      | 6,9  |
| Precipitazioni (mm)   | 75    | 71    | 67    | 71    | 78    | 56    | 35    | 45    | 85    | 99    | 131   | 92    | 238      | 216      | 136      | 315      | 905  |
| Giorni di pioggia     | 7     | 6     | 6     | 7     | 7     | 6     | 3     | 4     | 5     | 6     | 8     | 7     | 20       | 20       | 13       | 19       | 72   |
| Vento (direzione-m/s) | N 5,7 | N 5,7 | N 5,8 | S 5,0 | S 4,3 | W 3,8 | W 4,1 | W 3,8 | S 4,1 | S 4,4 | S 4,7 | N 4,9 | 5,4      | 5,0      | 3,9      | 4,4      | 4,7  |